# Inácio Miguel IV Daher
Mar Inácio Miguel IV Daher (ou Zahir, 27 de abril de 1761 — 22 de janeiro de 1822) foi o Patriarca de Antioquia da Igreja Católica Siríaca de 1802 a 1810.

## Vida
Michael Daher nasceu em Alepo. Ele estudou na escola sacerdotal no mosteiro de Al-Sharfa e se destacou, se tornando o primeiro aluno a se formar durante o governo do Patriarca Inácio Miguel III. Era um estudioso das línguas siríaca e árabe, com bom domínio do italiano. Recebeu a ordenação sacerdotal em 3 de julho de 1788, na Igreja de Nossa Senhora da Dormição em Alepo.
Cinco dias após a morte de Inácio Miguel III Jarweh, o sínodo católico siríaco elegeu como novo patriarca Mar Cyril Bennam, bispo de Mossul, que estava ausente e imediatamente renunciou. Isso abriu uma sucessão difícil, que terminou em 20 de dezembro de 1801 com a eleição como patriarca de Daher, até então responsável pela comunidade siríaca católica em Alepo. 
Daher foi ordenado bispo em 4 de maio de 1802, no Mosteiro de Nossa Senhora da Salvação, ou Al-Sharfa. A consagração patriarcal ocorreu no mesmo dia, na Igreja de Nossa Senhora da Livração, na presença de Gregório Pedro V, Patriarca da Cilícia para os Armênios, e Youssef Tyan, Patriarca de Antioquia para os Maronitas, juntamente com todos os bispos siríacos, alguns bispos maronitas e Inácio Sarruf, Metropolita de Beirute para os Greco-Melquitas. Ele recebeu o pálio do Papa Pio VII em 20 de dezembro do mesmo ano.
Devido ao seu ministério patriarcal, Daher foi obrigado a residir na Sé Patriarcal do Mosteiro de Al-Charfet (ou Sharfeh), no Líbano. Após sua ascensão ao trono patriarcal, surgiu uma disputa entre ele e os habitantes do Mosteiro de Al-Sharfa, então ele viajou para a Europa em 1803 e permaneceu no Vaticano por dois anos para resolver essa disputa. Depois, retornou ao Oriente e viveu por um período no Mosteiro de Santo Efrém, no Monte Líbano (localizado na vila de Al-Shabaniyah, na região de Chouf). Nessa viagem, ele foi acompanhado pelo Padre Jarweh, que se tornou Patriarca em 1820 com o nome de Inácio Pedro VII.
Durante esse breve patriarcado, um grande número de jovens católicos afluiu a Charfet, que havia se tornado um amplo mosteiro; alguns vieram para seguir a regra monástica e outros para se preparar para o diaconato e o sacerdócio. O mosteiro adquiriu uma gráfica e publicou livros litúrgicos. A Igreja Síria já tinha bispos governando as cidades mais importantes do Oriente Próximo — Alepo, Mossul, Mardim e Jerusalém — e vários vigários patriarcais administrando as outras sedes católicas.
Em setembro de 1810, Michael Daher renunciou ao cargo de Patriarca, no mosteiro franciscano de Harissa, na presença de John Helou, Patriarca dos Maronitas, Aloisio Gandolfi, o Delegado Apostólico, alguns bispos siríacos e o Padre Salvatore, o chefe do mosteiro. O patriarca abdicado foi empossado bispo de Alepo em 5 de junho de 1811. Durante esse tempo, dedicou-se à escrita, mas suas obras foram destruídas no massacre de 1850 em Alepo.
Daher faleceu em Alepo. No sétimo dia, seu funeral foi celebrado em uma grande cerimônia com a presença de metropolitas católicos orientais, padres orientais e missionários latinos. Depois ele foi enterrado na Catedral de Nossa Senhora da Dormição.